# Ž
Cette page contient des caractères spéciaux ou non latins. S’ils s’affichent mal (▯, ?, etc.), consultez la page d’aide Unicode.
Ž, la lettre Z diacritée d'un hatchek, est une lettre utilisée dans les alphabets bosnien, croate, estonien, finnois, letton, lituanien, same, serbe, slovaque, slovène, tchèque, turkmène et wakhi, dans l’alphabet łacinka du biélorusse.

## Linguistique
Dans presque toutes les langues qui l'utilisent, « ž » est utilisé pour transcrire une consonne fricative post-alvéolaire voisée [ʒ]. En turkmène, il représente une consonne affriquée post-alvéolaire voisée [dʒ].
Il est également présent dans certaines translittérations des alphabets bulgare, macédonien et serbe, l'équivalent de la lettre Ж de l'alphabet cyrillique.

## Représentations informatiques
Le Z hatchek peut être représenté avec les caractères Unicode suivants :
- précomposé (latin étendu A) :

| formes    | représentations | chaînes de caractères | points de code | descriptions                    |
| --------- | --------------- | --------------------- | -------------- | ------------------------------- |
| capitale  | Ž               | Ž                     | U+017D         | lettre majuscule latine z caron |
| minuscule | ž               | ž                     | U+017E         | lettre minuscule latine z caron |

- décomposé (latin de base, diacritiques) :

| formes    | représentations | chaînes de caractères | points de code | descriptions                                |
| --------- | --------------- | --------------------- | -------------- | ------------------------------------------- |
| capitale  | Ž               | Z◌̌                    | U+005A U+030C  | lettre majuscule latine z diacritique caron |
| minuscule | ž               | z◌̌                    | U+007A U+030C  | lettre minuscule latine z diacritique caron |